# Peter Kenyon
Pour les articles homonymes, voir Kenyon.
Peter Kenyon, né en 1954, est le chef exécutif du Chelsea Football Club, club de football de Premier League. Il a d'abord été chef de production et chef exécutif de l'équipementier sportif Umbro. Avant d'être appelé par le nouveau propriétaire de Chelsea, Roman Abramovitch, Kenyon travaillait pour le club de Manchester United. 
Kenyon sert aussi de porte-parole à Abramovitch et au président du club, Bruce Buck. Il s'est formé dans le domaine du marketing et a pour rôle de développer l'image commerciale des Blues.   
Depuis qu'il est à Londres, Peter Kenyon est impliqué dans de nombreuses polémiques. Il est ainsi soupçonné d'avoir approché l'ancien sélectionneur de l'équipe d'Angleterre, Sven-Göran Eriksson, pour devenir le manager du club. En 2005, Kenyon entre illégalement en contact avec Ashley Cole, le défenseur anglais, alors que celui-ci est toujours sous contrat avec Arsenal.  La Fédération Anglaise s'empare de l'affaire et condamne les deux parties, Chelsea et Cole qui signera finalement chez les Blues quelques mois plus tard.